# Helena Wolska

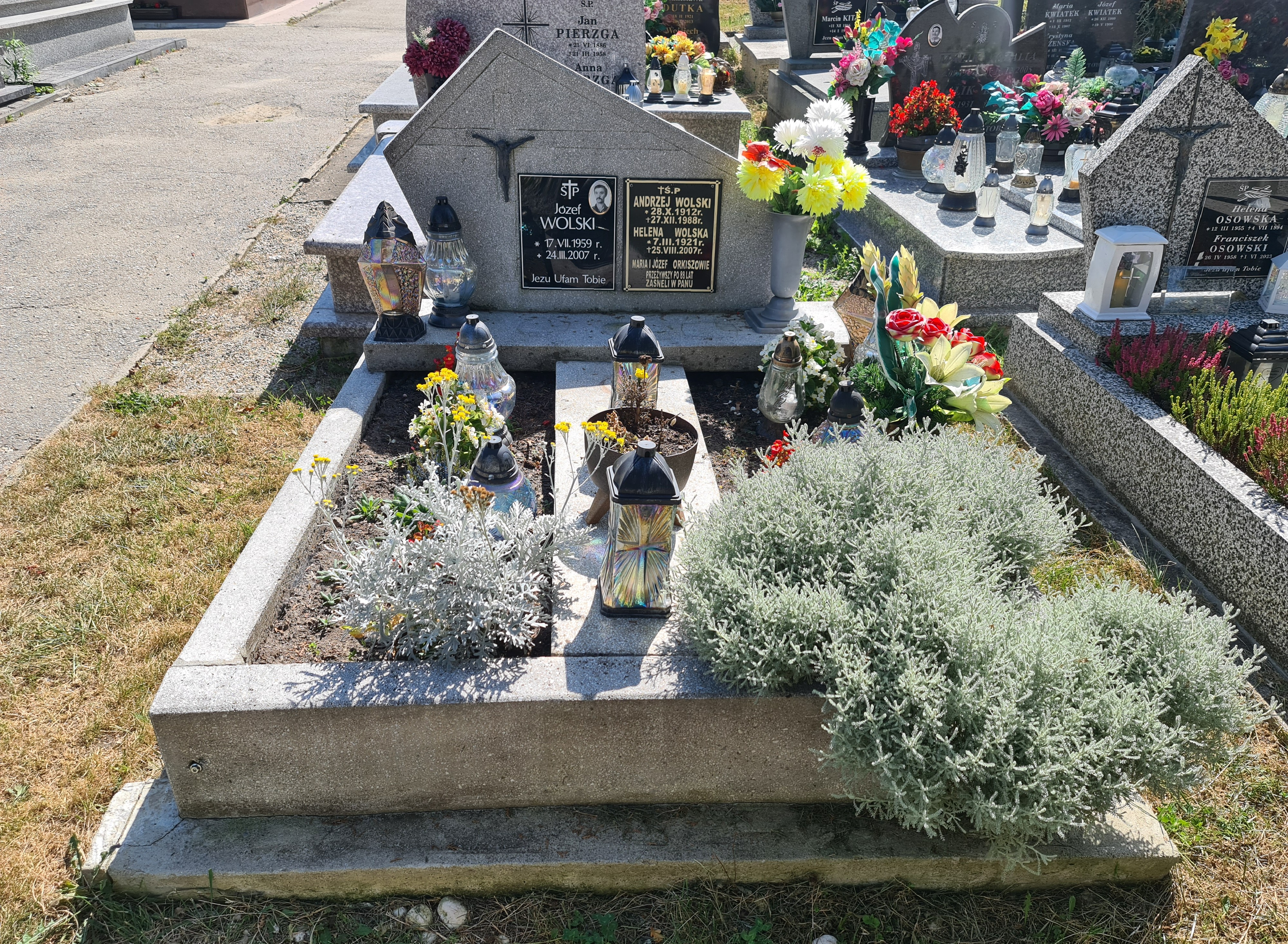
Grób rodzinny Heleny Wolskiej
na cmentarzu komunalnym
w Krościenku nad Dunajcem

Helena Józefa Wolska (ur. 7 marca 1921 w Krościenku nad Dunajcem, zm. 25 sierpnia 2007 tamże) – polska poetka ludowa.

## Życiorys
Córka Marii i Józefa Orkiszów. Całe swoje życie związała z Krościenkiem nad Dunajcem. Ukończyła 5 klas miejscowej szkoły powszechnej. W 1941 roku wyszła za mąż za Andrzeja Wolskiego. Wychowali wspólnie ośmioro potomstwa. 
Samorodny talent literacki objawił się w mocno dojrzałym wieku. Pozostawiła po sobie bogatą twórczość, jednakże wiele jej wierszy do tej pory nie zostało w żaden sposób wydanych.
Długoletnia członkini Związku Podhalan.
Zmarła 25 sierpnia 2007 roku w Krościenku nad Dunajcem i została pochowana na tamtejszym cmentarzu komunalnym (VI J 23).

## Wybrane publikacje
- Gdzie Dunajec toczy wody – 1997, tomik wierszy
- jeden z jej wierszy opublikował w swojej monografii Krościenka nad Dunajcem ks. Bronisław Krzan.